# Peter Shor
 Peter Shor Williston  (Nova York, 14 d'agost de 1959) és un professor estatunidenc de matemàtiques aplicades al MIT, famós pel seu treball en computació quàntica, en particular per elaborar l'algorisme de Shor, un algorisme quàntic de factorització exponencialment més ràpid que el millor algorisme conegut actualment que s'executa en un ordinador clàssic.

## Educació
Mentre assistia a Tamalpais High School, a Mill Valley, Califòrnia, va quedar tercer en l'Olimpíada Matemàtica als EUA de 1977. Després de graduar-se aquell any, va guanyar un segon premi en l'Olimpíada Internacional de Matemàtiques a Iugoslàvia (l'equip dels EUA va arribar al major nombre de punts per país aquest any). Es va llicenciar en Matemàtiques el 1981, per Caltech, i va ser Putnam Fellow el 1978. Després va obtenir el doctorat en Matemàtiques Aplicades per l'MIT el 1985. El seu director de tesi va ser Tom Leighton, i la seva tesi va ser sobre l'anàlisi probabilística d'algorismes bin-packing.

## Carrera
Després de graduar-se, va passar un any fent un post-doctorat a la Universitat de Califòrnia a Berkeley, i després va acceptar una feina en els Laboratoris Bell. Va ser allà on va desenvolupar l'algorisme de Shor, pel qual va ser guardonat amb el Premi Nevanlinna al XXIII Congrés Internacional de Matemàtics el 1998. Shor va començar a treballar a l'MIT el 2003, on és professor del departament de Matemàtiques, i col·labora amb el laboratori d'Informàtica i Intel·ligència Artificial i el Centre de Física Teòrica.
Shor sempre es refereix a l'algorisme de Shor com "l'algorisme de factorització."